# Joseph Whitehead (Politiker, 1867)

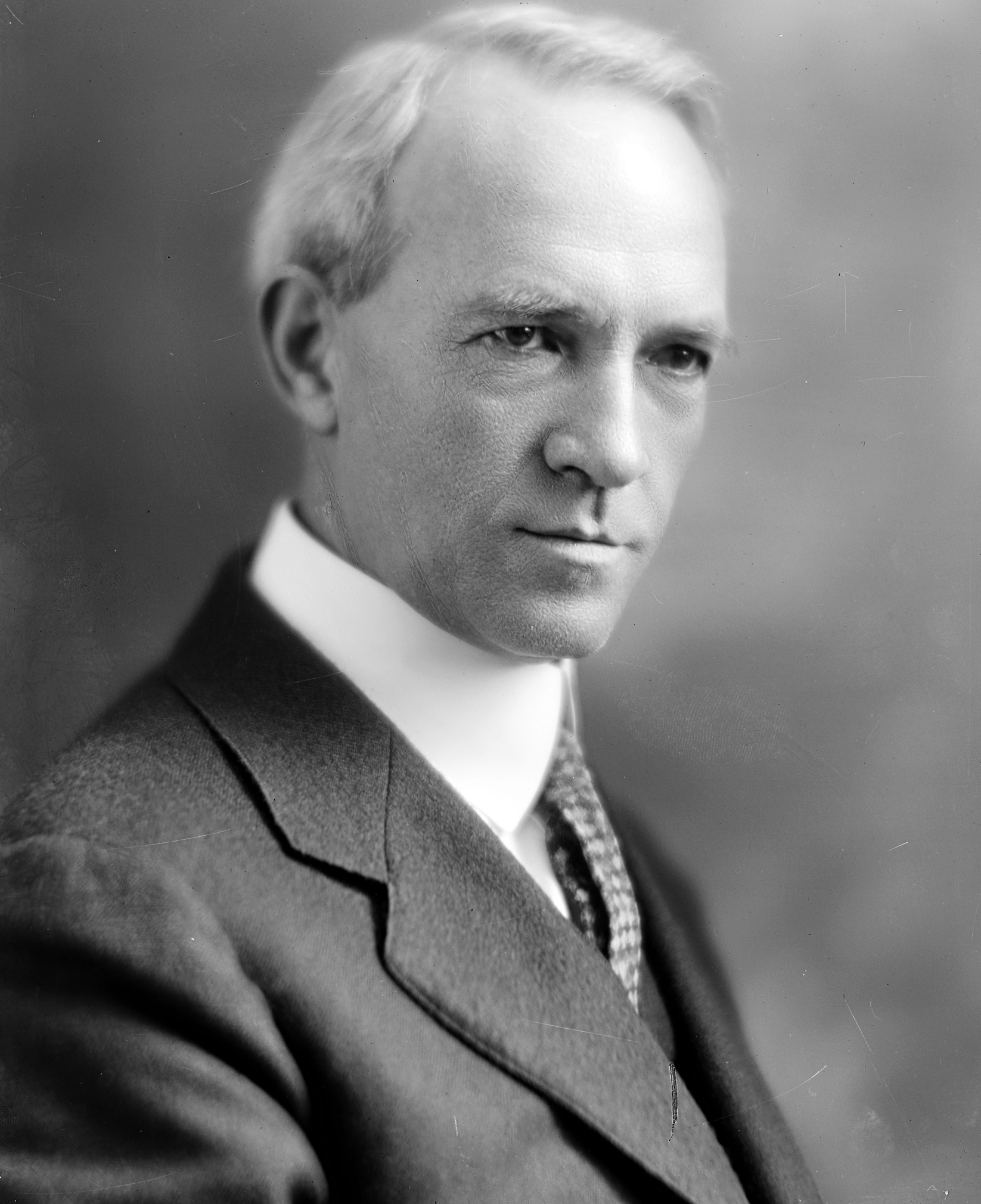
Joseph Whitehead

Joseph Whitehead (* 31. Oktober 1867 im Pittsylvania County, Virginia; † 8. Juli 1938 in Chatham, Virginia) war ein US-amerikanischer Politiker. Zwischen 1925 und 1931 vertrat er den Bundesstaat Virginia im US-Repräsentantenhaus.

## Werdegang
Joseph Whitehead besuchte die öffentlichen Schulen seiner Heimat und studierte danach bis 1889 am Richmond College, der späteren University of Richmond. Nach einem anschließenden Jurastudium an der University of Virginia in Charlottesville und seiner 1892 erfolgten Zulassung als Rechtsanwalt begann er in Chatham in diesem Beruf zu arbeiten. Gleichzeitig schlug er als Mitglied der Demokratischen Partei eine politische Laufbahn ein. Zwischen 1899 und 1904 gehörte er dem Senat von Virginia an.
Bei den Kongresswahlen des Jahres 1924 wurde Whitehead im fünften Wahlbezirk von Virginia in das US-Repräsentantenhaus in Washington, D.C. gewählt, wo er am 4. März 1925 die Nachfolge von J. Murray Hooker antrat. Nach zwei Wiederwahlen konnte er bis zum 3. März 1931 drei Legislaturperioden im Kongress absolvieren. Im Jahr 1930 wurde er von seiner Partei nicht mehr zur Wiederwahl nominiert. Nach dem Ende seiner Zeit im US-Repräsentantenhaus praktizierte Joseph Whitehead wieder als Anwalt. Er starb am 8. Juli 1938 in Chatham, wo er auch beigesetzt wurde.